# Shay Given
Shay Given (Lifford, 20. travnja 1976.) je irski umirovljeni nogometaš. Igrao je na poziciji vratara. Irski nogometni izbornik objavio je u svibnju 2016. popis za nastup na Europskom prvenstvu u Francuskoj, među kojim je i Given bio.

## Nogometni put

### Početak karijere
Shay Given je započeo svoju nogometnu karijeru u Celticu prije nego što se pridružio Blackburnu. Blackburn Roversi su ga slali na podudbe u Swindown Town i Sunderland, a 1997. prodan je Newcastle Unitedu za 1,5 milijuna funti.

### Newcastle United
Skupio je preko 298 nastupa za klub sa sjevera Engleske.

### Manchester City
U Manchester City je prešao u siječnju 2009. za 5,9 milijuna funti odštete Newcastleu.

### Aston Villa
Dana 18. srpnja 2011., Given se pridružio Aston Villi za navodnu odštetu od 3,5 milijuna britanskih funti. Potpisao je petogodišnji ugovor s birminghamskim klubom. Debitirao je za Villanse u pre-sezoni u utakmici protiv Walsall-a, 21. srpnja iste godine.

## Uspjesi
Newcastle United:
- Intertoto kup 2006./2007.

## Vanjske poveznice
- Službena stranica  Arhivirana inačica izvorne stranice od 12. kolovoza 2019. (Wayback Machine)
- Službeni profil Aston Villa FC
- Profil  Arhivirana inačica izvorne stranice od 11. svibnja 2010. (Wayback Machine) ESPN Soccernet